# مدينة براياغ السينمائية
مدينة براياغ السينمائية، هي مدينة سينمائية متكاملة. تقع في شاندراكونا، غرب ميدنابور، وتبعد حوالي 165 كيلومتر من مدينة كولكاتا.
وتعرف أيضًا باسم مدينة ميدنابور السينمائية أو مدينة تشاندراكونا السينمائية أو مدينة البنغال السينمائية.
بنيت بواسطة مجموعة براياغ، على مساحة 2700 فدان وبتكلفة 10 مليارات روبية هندية (ما يعادل 140 مليون دولار أمريكي) .
وتعتبر أول مدينة سينمائية متكاملة من نوعها في صناعة الأفلام في آسيا. وتم افتتاح المرحلة الأولى من المجمع، التي صممها المخرج الفني الشهير نيتيش روي، للجمهور اعتبارًا من 15 أبريل 2012. أما السفير الرسمي للمدينة السينمائية فهو نجم بوليوود شاروخان، وهو أيضًا السفير السياحي للسياحة في ولاية البنغال الغربية. 
احترق جزء من الموقع في حريق كبير في مارس 2019.